# Le Paradis absolument
Pour plus de détails, voir Fiche technique et Distribution.
Le Paradis absolument est un téléfilm de comédie français de Patrick Volson, sorti en 1994.

## Synopsis
Gérard (Christophe Malavoy), agent commercial, vient de perdre son boulot et sa vie conjugale bat de l'aile. Par accident, il tombe d'un pont et est sauvé par une belle jeune femme : Sarah (Connie Nielsen). Celle-ci croit qu'il a voulu se suicider....

## Fiche technique
- Titre : Le Paradis absolument
- Réalisation : Patrick Volson
- Scénario : Pierre Colin-Thibert et Jean-Claude Islert
- Photographie :
- Musique originale :
- Production : Canal +
- Pays d'origine : France
- Durée : 90 minutes
- Format :
- Date de sortie : 8 janvier 1994 (FR)

## Distribution
- Christophe Malavoy : Gérard
- Connie Nielsen : Sarah
- Marc Jolivet : Denis
- Patrick Bouchitey : Marc
- Sabine Haudepin : Françoise
- Patrick Fierry : Eric
- Carole Franck : Myriam
- Laurent Schilling : Alain
- Laurence Février : Mme Blaumet
- Céline Samie : Julia
- David Lowe : le photographe
- Georges Neri : le pompier 1
- Claude Pelopidas : le pompier 2
- Michel Panier : l'assistant photographe
- Luc Palun : l'agent de police